# Černolučinskij
Černolučinskij (in russo Чернолучинский?) è un insediamento di tipo urbano dell'oblast' di Omsk, in Russia, nella parte sud della Siberia Occidentale. È situato nel distretto Omskij.
Si trova sulle rive del fiume Irtyš, circa 55 km a nord-ovest di Omsk.